# Матица на изселниците от Македония
Матица на изселниците от Македония (на македонска литературна норма: Матица на иселениците од Македонија) е обществена организация на македонистката емиграция по света.
Матицата е основана на 17 май 1951 година в Скопие, столицата на югославската Народна Република Македония. Основната цел на матицата е поддържане на македонското национално съзнание сред емигрантите от Македония по света чрез реализация на различни културни и образователни проекти.